# Remi d'Auxerre
Remi d'Auxerre (latin Remigius Autissiodorensis, vers 841 — avant 908) est un moine bénédictin, théologien et exégète.
Il est le maitre de saint Odon de Cluny et écolâtre de l'école de Saint-Germain d'Auxerre à la suite d'Heiric. Maître à Reims puis à Paris, il est l'auteur de nombreuses gloses et de commentaires.

## Biographie
Loup de Ferrières mentionne dans deux lettres de 861 et 862 un de ses proches, un certain Remigius, qui pourrait être Remi d'Auxerre.
Il est l'élève d'Heiric et probablement de Loup de Ferrières.
Remi étudie à Auxerre auprès d'Heiric, auquel il succède comme écolâtre de l'abbaye Saint-Germain à sa mort, vers 876. Durant cette période il écrit de nombreux exégèses et livres de grammaire.
Vers 883, il quitte Auxerre étant appelé à Reims, en même temps qu'Hucbald de Saint-Amand, par le nouvel archevêque, Foulques le Vénérable, qui a restauré l'école cathédrale et veut y attirer les meilleurs maîtres de ce temps.
Il fut professeur de grammaire, de philosophie et de théologie. Parmi ses élèves, on compte Séulf, futur archevêque de Reims de 922 à 925.
Après la mort de Foulques en 900, il quitte Reims et enseigne à Paris, où il sera le maître de saint Odon de Cluny.
On ne connaît pas la date exacte de sa mort, au plus tard en 908.
Pendant tout le Moyen Âge, le souvenir de son érudition, tant dans les lettres profanes que dans les matières sacrées, reste vif.

## Écrits
Remi a laissé une œuvre très abondante :
- ouvrages d'exégèse biblique
- ouvrages de théologie
- commentaires d'auteurs patristiques
- commentaires d'auteurs classiques
- commentaires d'auteurs tardifs

Il n'est pas aisé d'en donner une liste complète, car ses œuvres sont parfois anonymes dans les manuscrits où leur attribution est discutée.

### Commentum in Martianum Capellam
Son commentaire des neuf livres du De nuptiis Philologiae et Mercurii de Martianus Capella, Commentum in Martianum Capellam, a joué un rôle important dans la transmission du savoir philologique de l'époque carolingienne.
L'œuvre de Martianus Capella a été abondamment étudiée dans les écoles lors de la Renaissance carolingienne du IXe siècle. Remi a utilisé les commentaires de Jean Scot Érigène et de Martin de Laon.
Son commentaire a influencé fortement les commentateurs postérieurs, comme Notker Labeo (auteur d'une adaptation des deux premiers livres de Martianus Capella en vieil haut-allemand) et Alexandre Neckam, ainsi que les premières éditions imprimées, en particulier l'édition de Bâle de 1532. On retrouve aussi son influence chez le Troisième Mythographe du Vatican, dans le Fabularius de Conrad de Mure, dans le Fulgentius Metaforalis du franciscain anglais John Ridewall.
Il est utilisé, directement ou indirectement, par des auteurs aussi différents que saint Thomas d'Aquin (dans sa Catena Aurea), Hugues de Saint-Victor (dans son Didascalicon), Boccace (dans les Genealogiae deorum gentilium libri), Coluccio Salutati (pour le De laboribus Herculis) ou encore le lexicographe Papias.

## Éditions
- Abbé Migne, Patrologie Latine, 131, à consulter sur Documenta Catholica Omnia
- Remigii Autissiodorensis Commentum in Martianum Capellam. Libri I-II, ed. Cora E. Lutz, Leyde, Brill, 1962.
- Remigii Autissiodorensis Commentum in Martianum Capellam. Libri III-IX, ed. Cora E. Lutz, Leyde, Brill, 1965.

## Annexe

#### Ouvrages
- Alain Bataille, Pascal Dibie, Jean-Pierre Fontaine, Jean-Charles Guillaume, Jean-Paul Moreau, Ferdinand Pavy, Line Skorka, Gérard Taverdet et Marcel Vigreux (préf. Henri de Raincourt), Yonne., Paris, Editions Bonneton, avril 1992, 428 p. (ISBN 2-86253-124-3)
- L'école carolingienne d'Auxerre, de Muretach à Remi, 830-908. Actes des entretiens d'Auxerre 1989, éd. Dominique Iogna-Prat, Colette Jeudy et Guy Lobrichon, préface de Georges Duby, Paris, Beauchesne, 1991.  (ISBN 2-7010-1228-7)

#### Article
- J. G. Préaux, « Le commentaire de Martin de Laon sur l'œuvre de Martianus Capella », Latomus, t. 12,‎ 1953, p. 437-459